# 巴尔的摩/华盛顿瑟古德·马歇尔国际机场
巴尔的摩/华盛顿瑟古德·马歇尔国际机场（英語：Baltimore/Washington International Thurgood Marshall Airport）是美国马里兰州巴爾的摩地区最主要的国际机场，也负责首都华盛顿哥伦比亚特区的部分航线，其名称源自于巴尔的摩出身的美国历史上首位非裔最高法院大法官瑟古德·马歇尔。该机场附近空域为B类空域，属于波托马克终端管制切萨皮克扇区、华盛顿DC特殊飞行规则区域东部扇区。
该機場在2023年的吞吐量为26200143人次，是巴尔的摩-华盛顿都市区最繁忙的機場，也是西南航空公司的樞紐機場。

## 历史沿革

### 20世纪
第二次世界大战结束前，巴尔的摩航空委员会宣布将在马里兰州林西克姆新建一座面积约为2100英亩的机场，建成花费预估为900万美元。选址考虑到这片区域距离巴尔的摩市中心只有大约15分钟的车程，附近有宾夕法尼亚铁路、巴尔的摩与安纳波利斯铁路等数条铁路线运营，并且还有处于规划中的295号马利兰州州道，相比之下其他候选区域则没有相应的良好条件。最终，马里兰州航空委员会于1946年批准了机场的建设规划。1947年5月2日，机场正式破土动工，由于大部分土地购买于附近的友谊卫理公会教堂和一个陵园，该教堂于1948年永久关闭且陵园中的170余座墓碑也被迁移到别处，机场因此名称定为友谊国际机场。
1950年6月24日，时任美国总统杜鲁门出席友谊国际机场投运典礼。该机场在当时被认为是美国最先进的机场，其最终建成花费超过1500万美元。当年7月，已有航线正式从巴尔的摩市机场转移到此处并开始运营。东方航空的一架DC-3客机于7月23日0时1分降落，并在7分钟之后再次起飞，全过程有大约300名观察员在现场观看。
《权威航线指南》在1957年4月的发行中，当时记录到友谊国际机场有52架次起飞航班：19次东方航空，12次首都航空，8次美国航空，4次美国国家航空, 3次环球航空，3次联合航空，2次达美航空和1次阿勒格尼航空。这些航班部分南下直飞迈阿密，但大多数向西的航线最远只抵达俄亥俄州。更远的长途航线，在诸如波音707或道格拉斯DC-8等喷气式飞机投入运营后才得以发展。到了1963年，友谊国际机场已经有了长度为2880米的跑道，足可以起降当时任何投入使用的喷气式飞机。
1972年，马里兰州运输部以3600万美元的价格从巴尔的摩市中购买机场所有权。州政府下属的航空管理局也接手机场运营，机场雇员人数也从最初的3名，增加到超过200名。时任的州运输部长（最成为马里兰州长）哈里·休斯，在接管后迅速宣布了机场设施翻新计划。1973年11月16日，为吸引更多旅客，特别是附近的蒙县和乔治斯王子县居民，机场被重命名为巴尔的摩/华盛顿国际机场。大概3000万美元的翻新在1974年初步完成，机场拥有全新的跑道及升级的仪表着陆系统，以及3个新的货运航站楼，使得货物容量在当时达到了2.53英亩。到了1979年，翻新计划伴随着航站楼升级正式结束。由艾奕康等团队设计的翻新使得机场的航站楼容积翻倍，达到14.58英亩，登机闸口也从20个拓展到27个，最终总花费约为7000万美元。原IATA代码BAL于1980年4月20日正式更名为BWI（曾被巴布亚新几内亚布瓦尼地区使用）。
1980年10月26日，美铁宣布BWI机场站正式开通，意味着东北走廊的乘客在出行方面有更多的接驳选择，也让机场自身成为美国第一个可接驳通勤铁路的机场，而同位于华盛顿特区附近的华盛顿杜勒斯国际机场直到2022年才开通地铁华盛顿杜勒斯国际机场站。

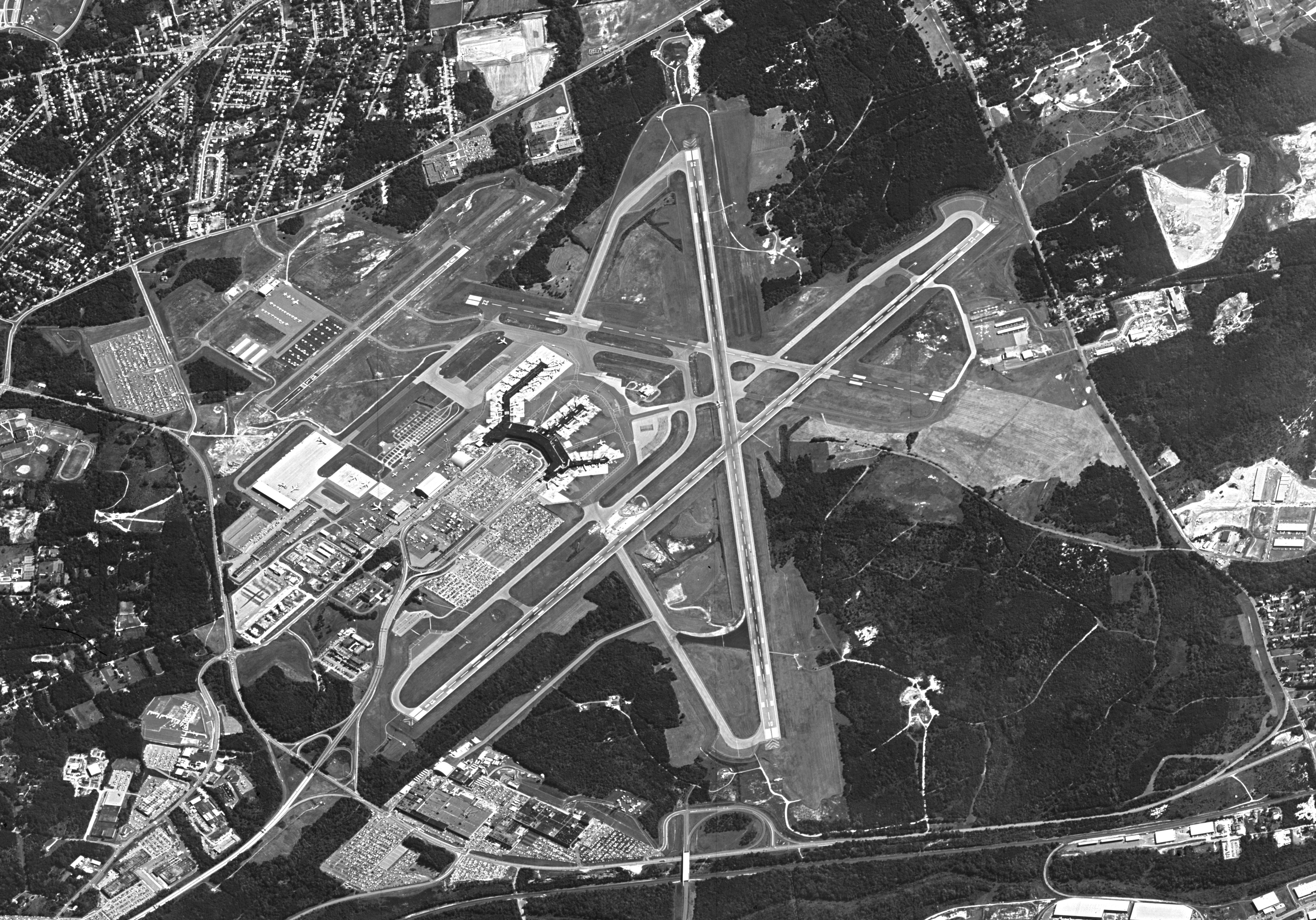
1984年机场俯瞰图

进入1990年后，机场的15L/33R跑道从原有的975米延长到1500米并使用至今。1997年，机场为吸引国际旅客，新建了国际航站楼E。但直至今日，大部分国际航线均为短途航线，杜勒斯国际机场依旧是长途旅客在华盛顿都会区附近的首选出发地。英国航空曾在此设有往返盖特威克机场航线。
巴尔的摩/华盛顿国际机场在20世纪末曾经是山麓航空的枢纽机场。自从西南航空于1993年开始在此起降，都市区周边大部分廉价航线均在本机场开展业务，西南航空直至今日一直是该机场起降次数最多的航空公司。
1999年，机场为军人打造的休息室 USO International Gateway Lounge 正式投入使用。

### 21世纪
加纳航空在2000年7月和2004年7月之间曾运营往返巴尔的摩和阿克拉之间的航线，执行飞行任务的是道格拉斯DC-10，该航线服务众多往返西非的非裔人群。
九一一袭击事件发生后，该机场是美国首家启用美国运输安全管理局运输安全官员并筛检旅客携带物品的机场。
西南航空于2003年启用圣地亚哥、圣何塞往返巴尔的摩的横贯美洲大陆航线。USA 3000航空则在2004年启用一条往返巴尔的摩和百慕大的航线。
2005年，航站楼A和B根据西南航空日益增长的需求而进行改造整合，改造完毕后的两个航站楼融为一体，于当年5月22日正式投入使用。同年10月1日，为纪念首位非裔美国最高法院大法官瑟古德·马歇尔，机场被正式重命名为巴尔的摩/华盛顿瑟古德·马歇尔国际机场。
2006年, 北美航空启用一条从巴尔的摩出发，途径班珠尔，最终抵达阿克拉之间的航线，执飞机型为波音767。该航线意味着从机场恢复了往返非洲大陆的业务。随后，该航线变为直飞且另有一趟航班往返于尼日利亚拉各斯。但在2年后，上述航线全部停止运营。
次贷危机后，该机场的廉价航空旅客出行人次明显增长，也因此成为美国当年仅有的两家业绩增长的机场的其中之一。捷蓝航空和海角航空也随后相继开展业务。
2014年8月5日，机场最短的04/22跑道（长约1800米）结束使用，该跑道原为其他3条跑道检修时的备用，自身使用率一直较低。
2018年开始，一个总计约六千万美元的扩建工程开始在候机大厅A动工，该工程主要为西南航空提供5个额外的登机门，并于2021年投入使用。南方快捷航空随后取消在此的枢纽机场并转移到杜勒斯机场。
Play航空和冰岛航空则在2022年开始提供每天往返巴尔的摩和雷克雅未克的直达航线。
| 排名 | 航司     | 出行人次   | 市场份额 |
| ---- | -------- | ---------- | -------- |
| 1    | 西南航空 | 17,612,000 | 71.63%   |
| 2    | 精神航空 | 1,905,000  | 7.75%    |
| 3    | 达美航空 | 1,560,000  | 6.35%    |
| 4    | 美国航空 | 1,043,000  | 4.24%    |
| 5    | 联合航空 | 998,000    | 4.21%    |
| 6    | 其它     | 1,509,000  | 6.14%    |

## 机场设施

### 跑道
- 10/28：长3201米、宽46米。28号跑道为该机场大部分航班在没有大风时的首选离港跑道。10号跑道配有IIIB类仪表着陆系统，28号则配有I类仪表着陆系统。西端可连接至美国国防科技公司诺斯洛普·格鲁曼在机场附近的分公司，亚马逊航空的仓库也设在附近。
- 15R/33L：长2896米、宽46米。33L号跑道是该机场大部分航班在没有极端天气时的首选进港跑道（备选为10号跑道）。机场附近的托马斯·迪克逊航空观察点可完整看到该跑道的起降情况，本跑道双向均配有I类仪表着陆系统。
- 15L/33R：长1524米、宽30米。该跑道主要用于小型和商务喷射机起降，本跑道双向均配有I类仪表着陆系统。北侧连接至联合包裹服务航空等货运航空仓库。

2014年之前机场曾运营一条长1829米、宽46米的4/22跑道。该跑道目前用途为滑行道和停机坪。

### 候机大厅

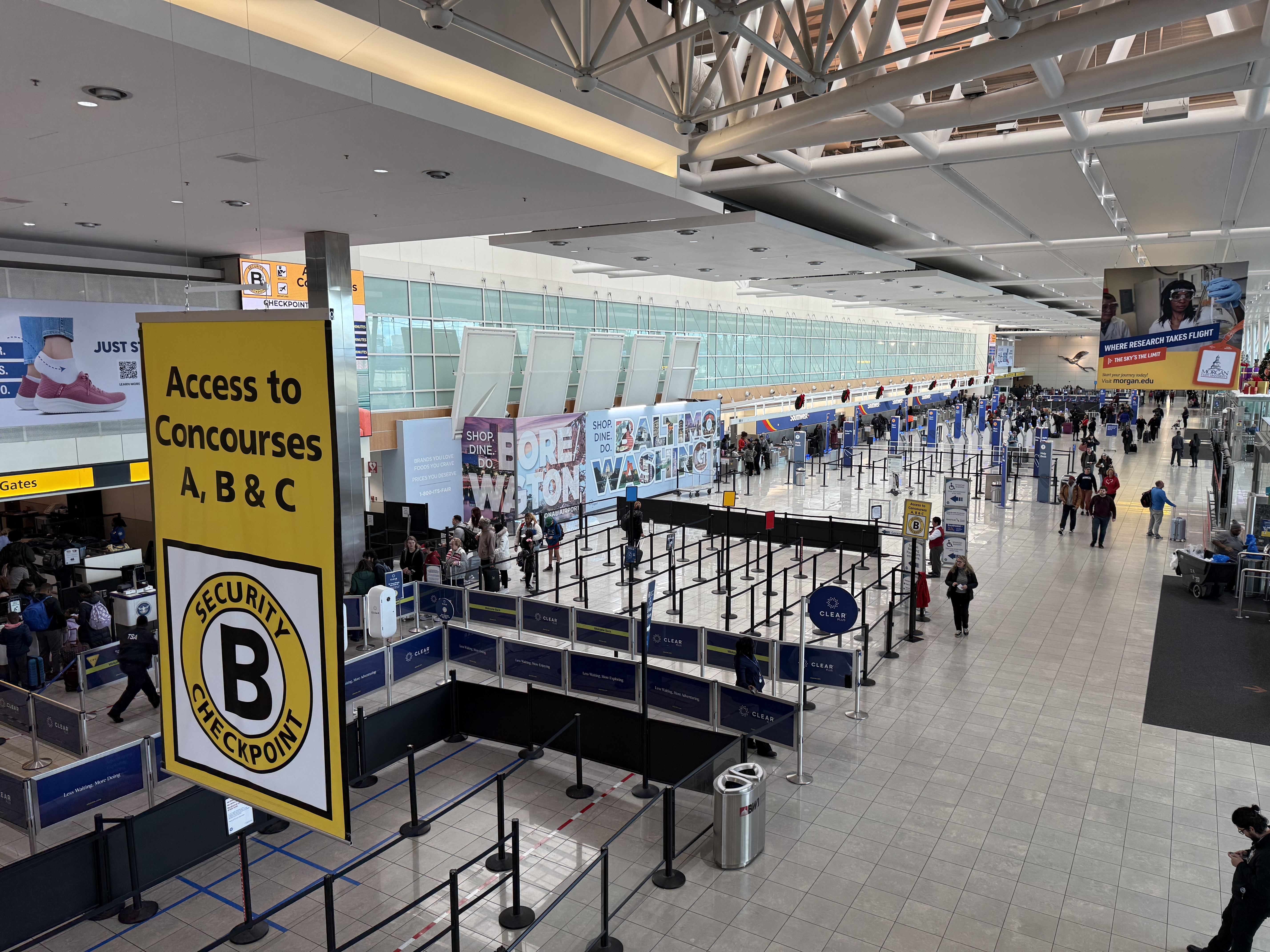
候機大廳ABC外的安全检查区域

巴尔的摩/华盛顿瑟古德·马歇尔国际机场目前总共有5座候机大厅和78个登机闸口。其中14个闸口为国际航线相关－有11个位于大厅E，3个位于大厅D。A、B、C三座候机大厅互相连通，D、E两座大厅也互相连通，但A、B、C和D、E之间无法直接抵达，需要重新通过机场安全檢查。
- 候機大廳 A、B：有30个登机闸口，全部被西南航空独家使用。
- 候機大廳 C：有14个登机闸口。主要被美国航空、西南航空和康图航空（英语：Contour Airlines）使用。
- 候機大廳 D：有23个登机闸口。主要被達美航空、捷藍航空、加拿大航空、精神航空等公司使用。该大厅拥有整个机场最多的餐饮和购物商铺。

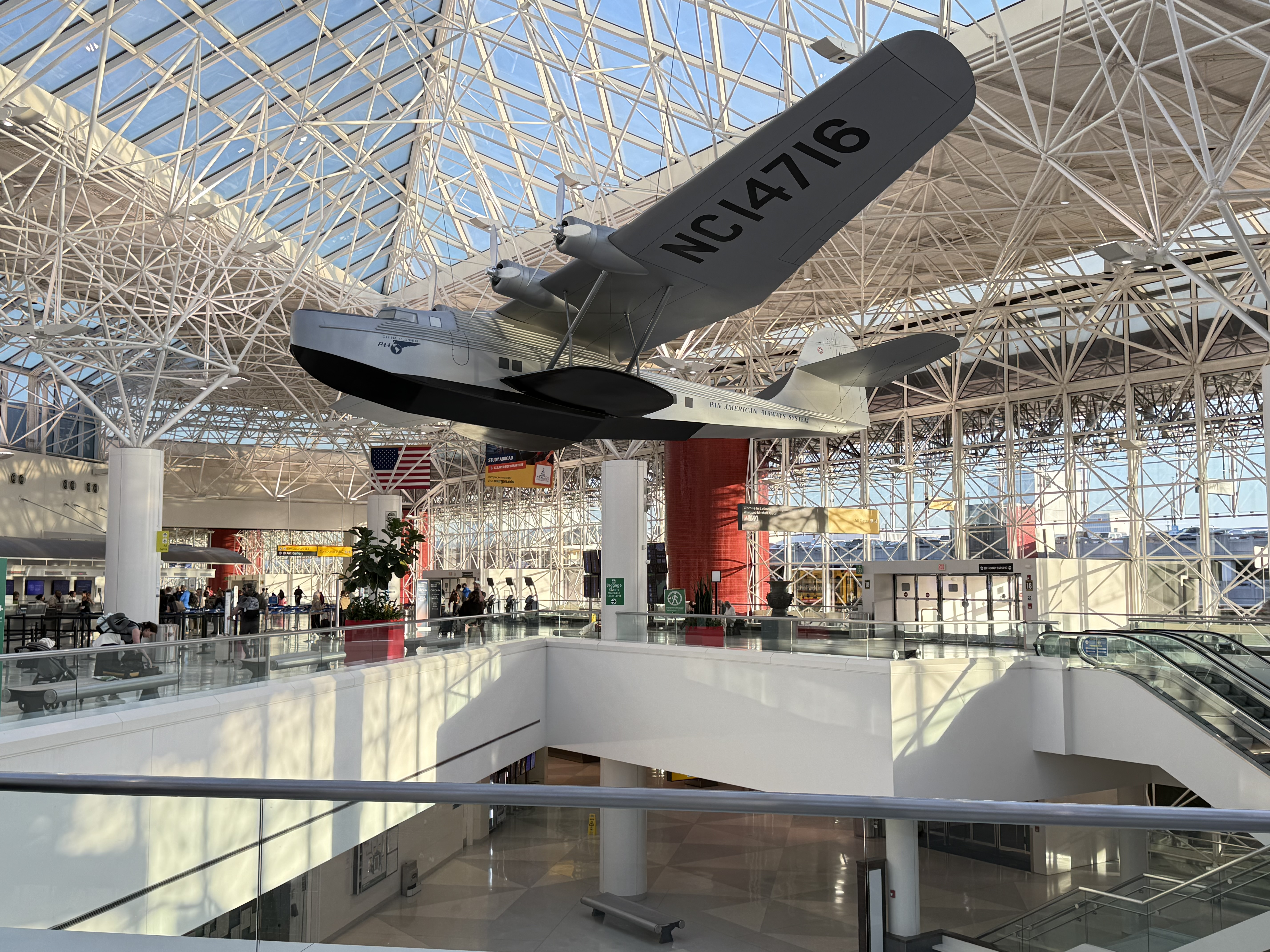
航厦 E 附近的一架马丁M-130模型

- 候機大廳 E：有11个登机闸口。其正式名稱為威廉唐纳德谢佛（英语：William Donald Schaefer）州长國際航廈，本大廳被国际航线专享。

### 机场贵宾室
目前总共有3个贵宾室处于运营状态，向民众开放的需要通过安全檢查。
- The Club BWI：位于候机大厅 D，向所有旅客开放，可接受Priority Pass、大来国际等通行证。
- Chesapeake Club Lounge：位于候机大厅 E，仅向寰宇一家成员航空公司中的特定级别会员或舱位开放。
- USO International Gateway Lounge：位于行李提领处，靠近大厅D的14号门，向美国军人及其家属开放。往返美国国家应急培训中心（英语：National Emergency Training Center）的民众也可被准许使用。

## 地面交通

### 铁路交通
美铁东北走廊在机场附近设有BWI机场站，但不与机场直接连通，需要乘坐免费的机场巴士抵达。该站同时有马里兰区域通勤铁路宾州线列车停靠。由马里兰州公共交通管理局运营的巴尔的摩轻轨则在候机大厅E外设有BWI马歇尔机场站，从机场行李提领处可直接步行抵达。

### 公共汽车
以下收费线路由马里兰州公共交通管理局运营，在机场停靠：
- 75号线：短途城市线路，运营时间仅为每天下午。
- 201号线（英语：Route_201_(MTA_Maryland))）：该线路为长途通勤巴士，仅在工作日早晚各有两趟班车停靠。

以下免费线路由安妮阿伦德尔县和Live!赌场合资运营：
- County Collector Shuttle （页面存档备份，存于）

### 高速公路
机场附近有极为便利的道路交通网络。95号州际公路、295号马利兰州州道和1号美国国道均可连接辅助线195号州际公路，其南边的终点便是机场的主要进出道路友谊路。97号州际公路则与环绕机场东、西、北方向的航空大道相连，使得来自695号州际公路的交通流量可以同时通过195或97号州际公路承载。

### 停车场
机场附近有多个不同的停车场可供各种汽车停靠，总计超过30000个停车位可供选择。除收费停车外，机场还提供长达1小时的等候停车场以方便司机免费等待进港旅客。
| 名称      | 类型       | 便捷度                                                                  | 单个自然日上限价格 | 备注         |
| --------- | ---------- | ----------------------------------------------------------------------- | ------------------ | ------------ |
| 长期停车  | 地面停车场 | 与普通候机大厅有免费机场巴士快速运送，B停车区可步行抵达商务喷射机候机区 | $11                |              |
| 快捷停车  | 地面停车场 | 与普通候机大厅不直接相连，但有免费机场巴士快速运送                      | $14                | 首小时$4     |
| 钟点停车  | 多层停车场 | 可步行进入普通候机大厅                                                  | $30                | 每小时$6     |
| 日租停车  | 多层停车场 | 与普通候机大厅不直接相连，但有免费机场巴士快速运送                      | $16                |              |
| BWI机场站 | 多层停车场 | 与普通候机大厅不直接相连，但有免费机场巴士快速运送                      | $12                | 前30分钟免费 |

除上述停车场之外，还有多个诸如 The Parking Spot、SP+ 等第三方运营的停车场，均提供免费巴士快速运送。

### 汽车租赁
机场于2003年建成一处综合汽车租赁设施，其多层结构用于承载不同租赁公司。目前，有如下公司在此设有营业点：
- 安飞士租车、百捷租车
- 赫兹租车、道乐租车、苏立夫提租车
- 企业租车、阿拉莫租车、国家租车
- 西克斯特租车
- NextCar

赫兹租车在固定基地运营商签名航空附近另设一个营业点，主要向商务喷射机旅客提供租赁服务。

### 骑行
机场环线是围绕机场的公路环线，长约21.4公里。在路旁有专用自行车道，该环线连接BWI机场站和BWI马歇尔机场站等地标。

### 其它
15R/33L和10/28跑道交汇处设有BWI消防救援站，负责机场内火灾和医疗救护。该设施南部为原友谊卫理公会教堂迁移后的陵园。

## 航空公司及目的地

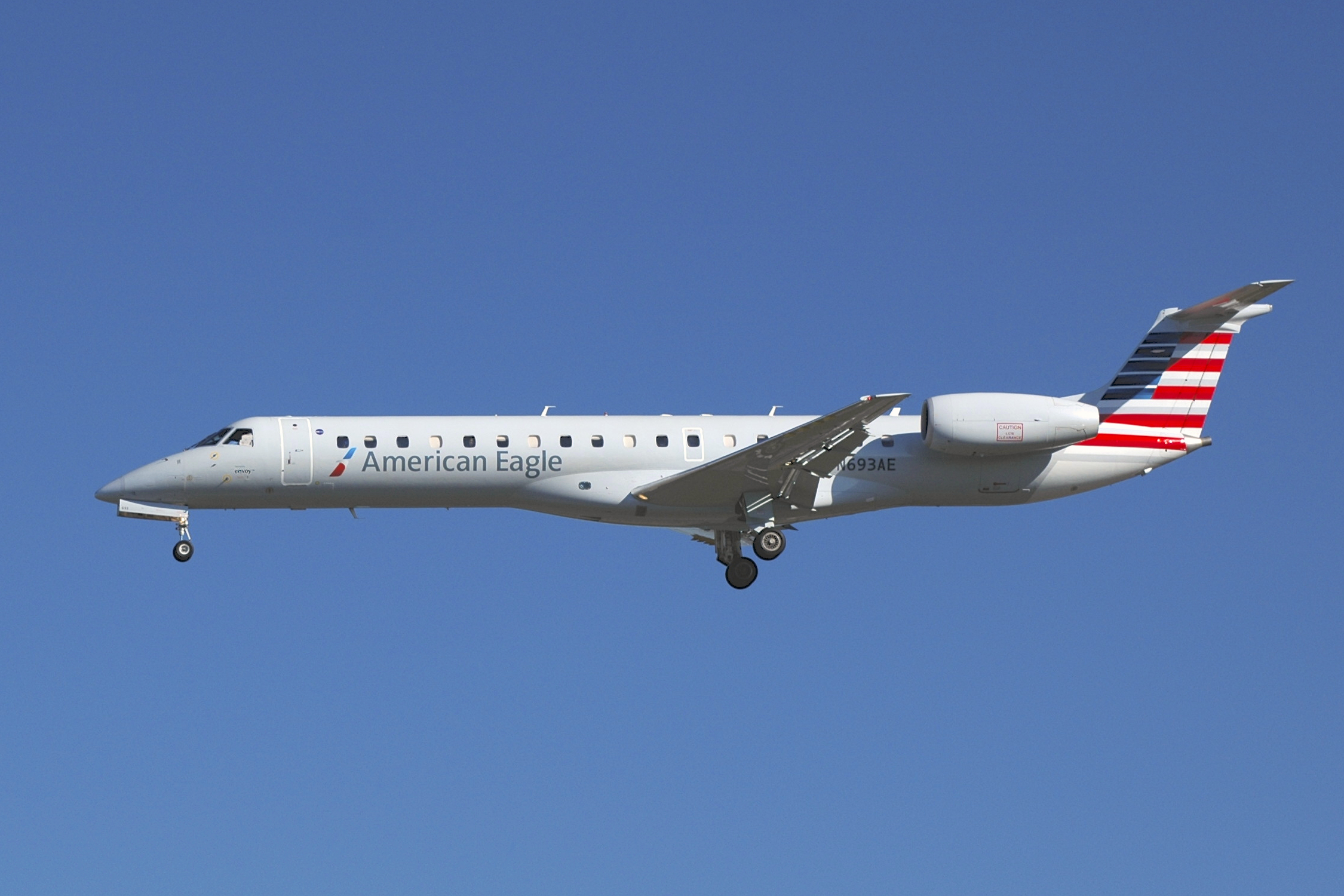
美鹰航空的ERJ145型客机正在降落巴尔的摩/华盛顿瑟古德·马歇尔国际机场

| 航空公司                          | 目的地 |
| --------------------------------- | --- |
| 加拿大快運航空（AC） 【星空聯盟】 | 多倫多-皮爾遜、蒙特婁 |
| 美國航空（AA） 【寰宇一家】       | 夏洛特、芝加哥/奥黑尔、達拉斯/沃斯堡、邁阿密、鳳凰城-天港 |
| 阿拉斯加航空（AS）                | 洛杉磯、聖迭戈、聖地牙哥(加州)、西雅圖-塔克馬、舊金山 季節性：波特蘭(奧勒岡州) |
| 忠實航空（G4）                    | 辛辛那提 季節性：阿什維爾、華爾頓堡灘、諾克斯維爾、萊辛頓、薩凡納、土爾沙 |
| 美鹰航空（AA） 【寰宇一家】       | 夏洛特、芝加哥/奥黑尔、紐約-甘迺迪、費城 |
| 蘋果假期航空                      | 季節性包機：坎昆、蓬塔卡納 |
| 商店航空（4B）                    | 馬塞納(紐約) |
| 輪廓航空（LF）                    | 梅肯/沃納羅賓斯(喬治亞州) |
| 達美航空（DL） 【天合聯盟】       | 亞特蘭大、底特律、明尼亞波利斯/聖保羅、鹽湖城 季節性：坎昆 |
| 達美連接航空（DL） 【天合聯盟】   | 辛辛那提、明尼亞波利斯/聖保羅、紐約-甘迺迪、羅里/德罕 季節性：底特律 |
| 捷藍航空（B6）                    | 波士頓、羅德岱堡、奧蘭多 |
| 南方航空快運（9X）                | 阿爾圖納、杜波依斯(賓州)、黑格斯敦、約翰斯敦(賓州)、蘭卡斯特(賓州)、摩根敦(西維吉尼亞州) |
| 西南航空（WN）                    | 國內線：阿伯尼、阿布奎基、亞特蘭大、奧斯丁、伯明罕(阿拉巴馬州)、波士頓、水牛城、查爾斯頓(南卡羅來納州)、夏洛特、芝加哥/中途、辛辛那提、克里夫蘭、哥倫布、達拉斯-愛田、丹佛、底特律、羅德岱堡、麥爾茲堡、大急流城、哈特福、休士頓-霍比、印第安納波利斯、傑克遜維爾(佛州)、堪萨斯城、拉斯維加斯、長島–麥克阿瑟、洛杉磯、路易斯維爾、曼徹斯特(新罕布夏州)、曼非斯、密爾瓦基、明尼亞波利斯/聖保羅、納許維爾、紐澳良、諾福克、奧克蘭(加州)、奧克拉荷馬市、奧蘭多、鳳凰城-天港、匹茲堡、波特蘭(緬因州)、普罗维登斯、羅里/德罕、羅徹斯特、沙加緬度、聖安東尼奧、聖迭戈、聖何塞、西雅圖-塔克馬、聖路易斯、坦帕、西棕櫚灘 國際線：聖胡安、坎昆、聖荷西、利韋里亞、蓬塔卡納、蒙特哥貝、 拿索、阿魯巴 季節性：波特蘭 (奧勒岡州)、鹽湖城、 卡波聖盧卡、巴拿馬市 |
| 精神航空（NK）                    | 國內線：亞特蘭大、波士頓、芝加哥/奥黑尔、達拉斯/沃斯堡、底特律、丹佛、羅德岱堡、休士頓-洲際、拉斯維加斯、洛杉磯、新奧爾良、奧蘭多、聖迭戈、西雅图、坦帕 國際線：坎昆、蒙特哥貝（2018年3月22日開辦） 季節性：麥爾茲堡、明尼亞波利斯/聖保羅、默特爾比奇、奧克蘭 (加州) |
| 聯合航空（UA） 【星空聯盟】       | 芝加哥/奥黑尔、丹佛、休士頓-洲際、洛杉磯、舊金山 |
| 聯航快運（UA） 【星空聯盟】       | 芝加哥/奥黑尔、紐約-紐華克 |
| 假期快航                          | 季節性包機：蓬塔卡納、科蘇梅爾島、巴哈馬 |
| 沃奧航空（WW）                    | 雷克雅維克-凱夫拉維克 |
| 冰島航空（FI）                    | 季節性：雷克雅維克-凱夫拉維克 |
| 英國航空（AB） 【寰宇一家】       | 倫敦-希斯洛 |
| 神鹰航空（DE）                    | 季節性：法蘭克福 |